# Жандарка
Жандарка — невелике озеро в Києві, що протікає поміж трьох вулиць: Урлівська,  Здолбунівська та Григоренка в Дарницькому районі. Озеро утворилося в 1970-х—1980-х роках внаслідок заповненням водою луків під час повеней.

## Загальні відомості
Озеро було неодноразово завалено сміттям. Під час будівництва житлових масивів сміття та залишки змивались в озеро та на береги, після чого береги стали дуже брудними.[джерело?]
Група волонтерів та небайдужих разом з працівниками «Київзеленбуд» очистили набережну та підкосили траву. Разом вони вивезли близько трьох тон сміття. У 2018 році озеро розчистили від водоростей та сміття.
Зараз через Жандарку проходить міст, що може переправити дітей до школи. В майбутньому розглядається можливість звести «Еко-Парк» на території озера.

### Тваринний світ
На території водойми проживають видри, птахи, великі сімейства качок, миші, й за твердженням мешканців, що навіть бачили раків. Взимку 2017 року місцеві мешканці видалися до встановлення промислового компресора, бо через кригу товщиною в 15 сантиметрів до риб не надходив кисень.

## Галерея

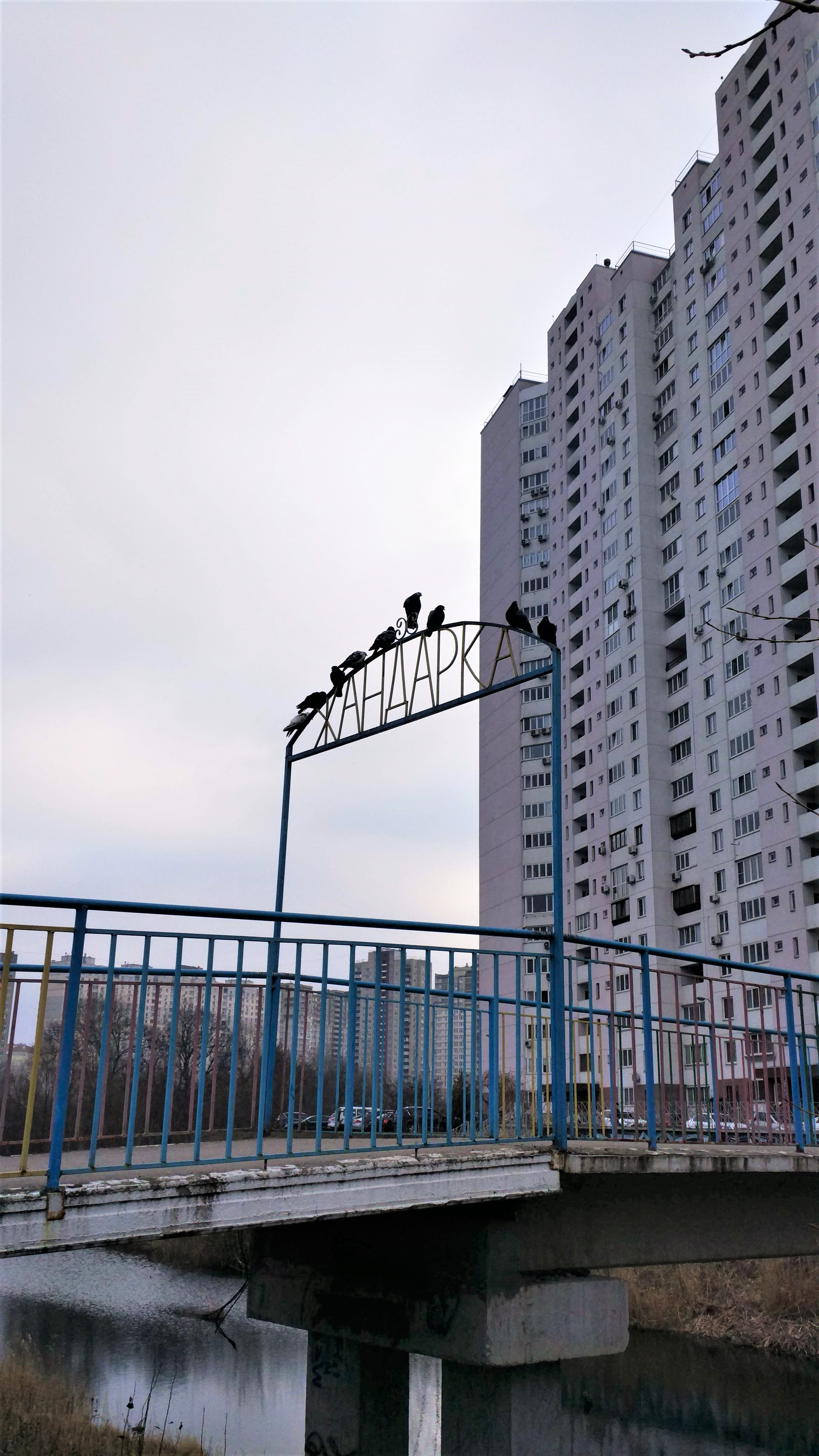
Міст через озеро Жандарка
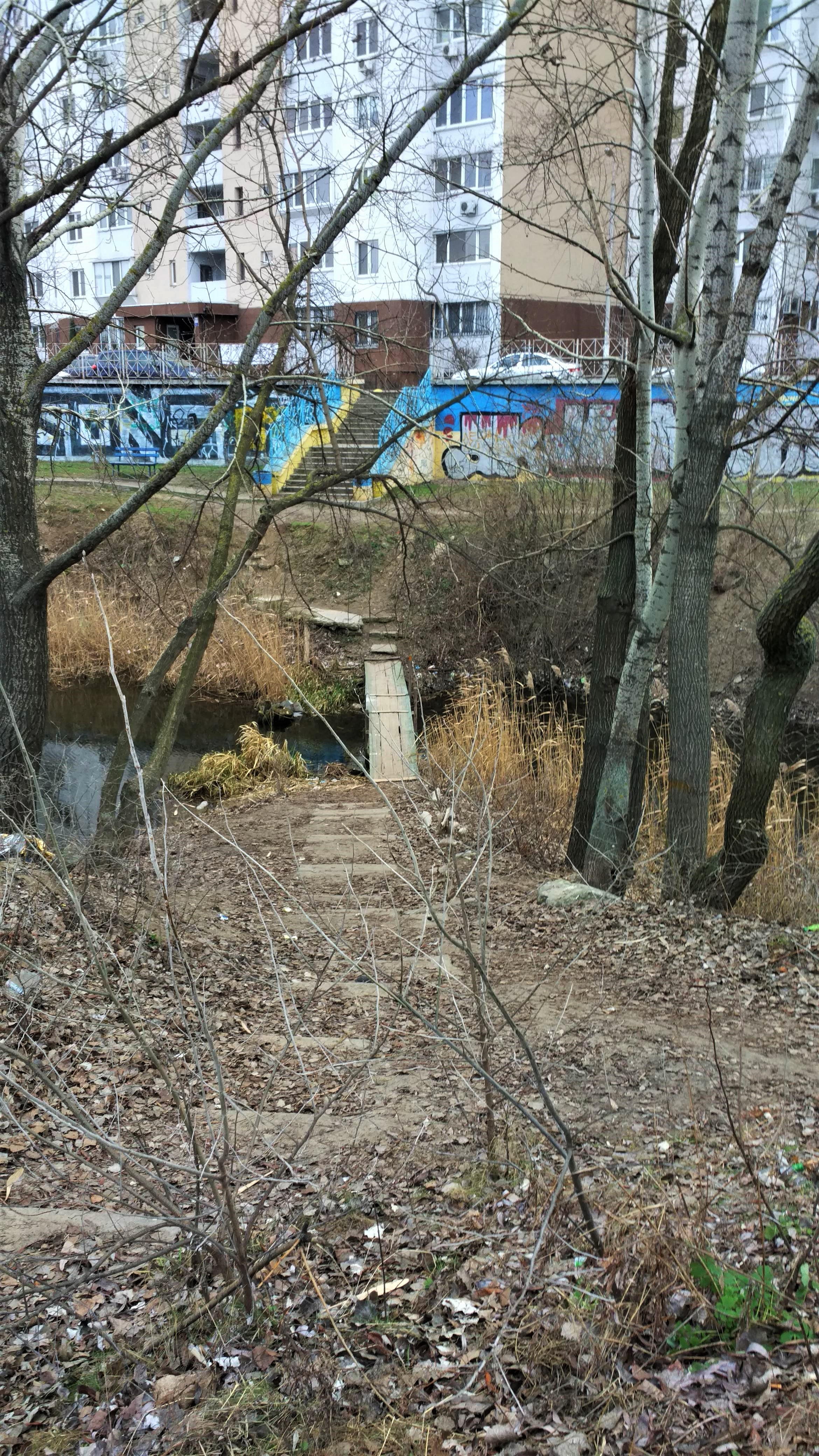
Дерев'яний місток
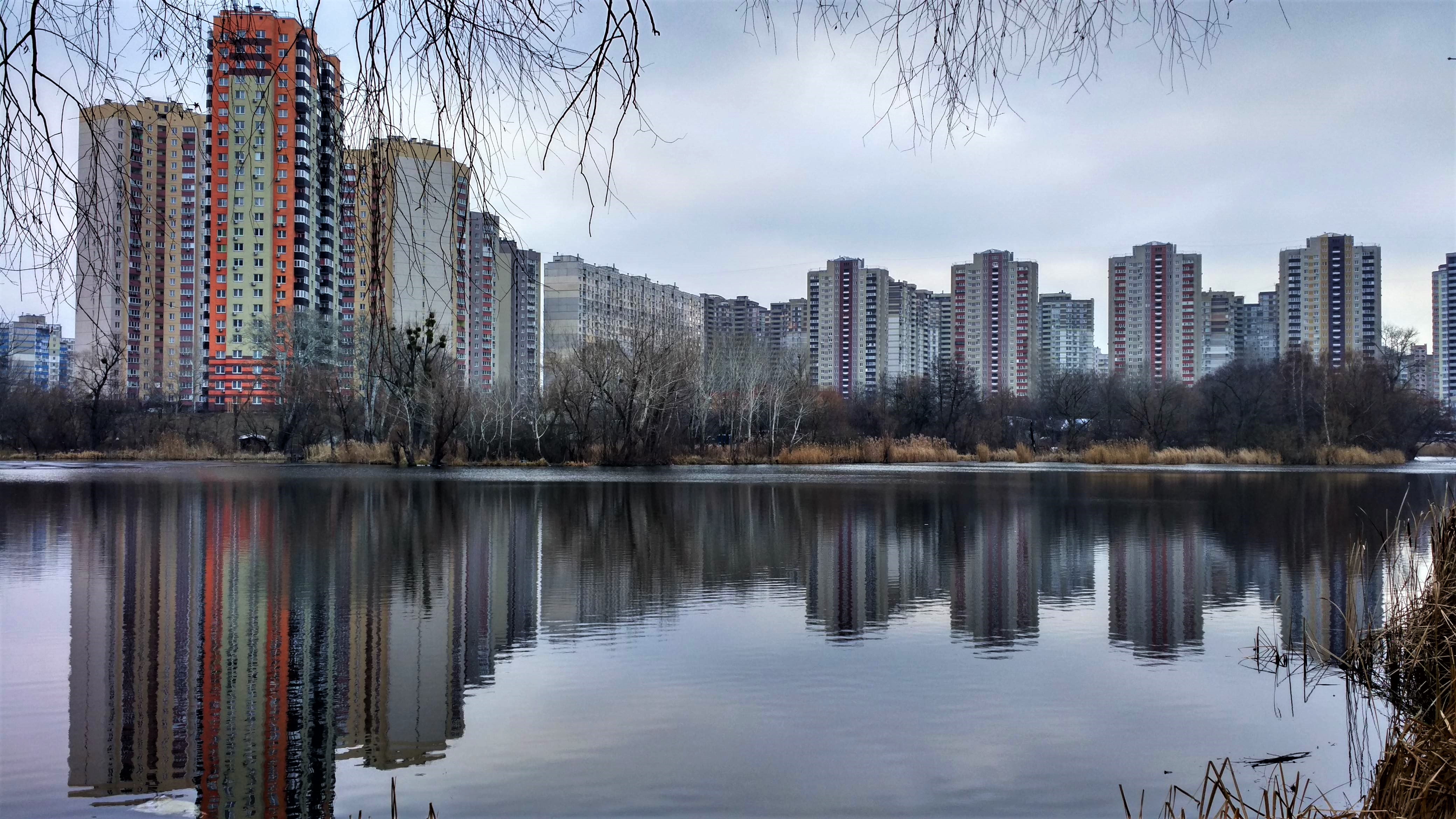
Озеро Жандарка. На дальньому плані — новобудови 2-го мікрорайону Позняків